# 神戸都市開発
神戸都市開発は、兵庫県神戸市中央区に本社を置く注文住宅の建築及び不動産売買・仲介を行う会社である。
注文住宅のTeamNext(チームネクスト)をブランドとして、関西を中心に注文住宅の分譲及び建築請負事業を展開している。

## 沿革
- 2009年4月　神戸都市開発株式会社を神戸市長田区にて設立
- 2013年2月　現在の所在地(神戸市中央区)へ本社移転
- 2014年7月　仲介部門を分社化し、株式会社ネクストを設立
- 2017年2月　新日本リライフ株式会社を設立
- 2017年11月　京滋オフィスを滋賀県大津市に開設
- 2018年2月　神戸市兵庫区に【TeamNext　総力結集モデルハウス】を開設

## 提供番組
- TKO木元のイチ推しカンパニー(関西テレビ)
- 賢者の選択(サンテレビ)
- 未来企業図(サンテレビ)
- マイドリームマイハウス(Kiss FM)
- ハウスハウスホーム(FM京都)
- ドリームハウスwith　TeamNext(FM滋賀)